# À l'italienne
Pour les articles homonymes, voir Made in Italy (homonymie).
Pour plus de détails, voir Fiche technique et Distribution.
À l'italienne (Made in Italy) est un film  à sketches franco-italien réalisé par Nanni Loy et sorti en 1965.
Servi par un nombre impressionnant d'acteurs célèbres de l'époque (essentiellement italiens), le film se déroule dans des villes italiennes caractéristiques : Rome, Amalfi, Ravello, Matera, Naples, Venise, Turin, Florence, ainsi qu'en Sicile et dans certaines zones de l'Italie rurale.

## Synopsis
En une trentaine de sketches, Nanni Loy décrit de façon humoristique et acérée l'esprit italien.
Les sketches sont répartis en cinq sections :
- Us et Coutumes (Usi e costumi)
- Le Travail (Il lavoro)
- La Femme (La donna)
- Citoyens, État et Église (Cittadini, Stato e Chiesa)
- La Famille (La famiglia)

Entre chacune de ces sections sont insérés des intermèdes : cinq ouvriers italiens, voyageant à bord d'un avion à destination de Stockholm au milieu de passagers suédois compassés, illustrent à tour de rôle un comportement « typique » des Italiens. À la fin du film, arrivés en Suède, ils mettront l'ambiance dans un bar silencieux de la périphérie de la capitale.

## Fiche technique
- Titre original : Made in Italy
- Titre français : À l'italienne
- Réalisation : Nanni Loy
- Scénario : Ruggero Maccari, Ettore Scola, Nanni Loy
- Direction artistique : Luciano Spadoni
- Décors : Luciano Spadoni
- Costumes : Pier Luigi Pizzi
- Photographie : Ennio Guarnieri
- Son : Mario Amari, Claudio Maielli
- Montage : Ruggero Mastroianni
- Musique : Carlo Rustichelli, Gianni Boncompagni, Piero Umiliani (non crédité)
  - Direction musicale : Bruno Nicolai
- Production : Gianni Hecht Lucari, Fausto Saraceni (producteur exécutif)
- Sociétés de production : Documento Film, Orsay Films
- Sociétés de distribution : CEIAD (Italie), Columbia Films (France)
- Pays d’origine :  Italie,  France
- Langue originale : italien
- Format : couleur (Technicolor) — 35 mm - 2,35:1 (Techniscope) - son mono
- Genre : comédie
- Durée : 100 minutes
- Dates de sortie : 
  - Italie : 22 décembre 1965
  - France : 8 avril 1967